# Woodall Nicholson
Woodall Nicholson war ein britisches Karosseriebauunternehmen. Der Betrieb stellte anfänglich komplette Fahrzeugkarosserien her. Nach dem Zweiten Weltkrieg konzentrierte er sich auf den Umbau von Serienfahrzeugen. Woodall Nicholson war zeitweise einer der größten britischen Hersteller von Bestattungsfahrzeugen.

## Unternehmensgeschichte
Das in Halifax ansässige Unternehmen Woodall Nicholson ging auf den Stellmacherbetrieb Piercy’s zurück, der seit dem 18. Jahrhundert bestand. 1873 übernahm Thomas Woodall Nicholson den Betrieb und benannte ihn unter Verwendung seines Familiennamens um. Nach seinem Tod 1914 leiteten seine Söhne Charles und Herbert das Unternehmen; wenig später zog sich Herbert aus gesundheitlichen Gründen zurück. Nachdem Woodall Nicholson 1929 in wirtschaftliche Schwierigkeiten geraten war, übernahmen einige örtliche Geschäftsleute, unter ihnen der Schwiegersohn von Charles Woodall Nicholson, die Geschäftsführung. 1982 wurde das Unternehmen von seinem Konkurrenten Coleman Milne übernommen, der Woodall Nicholson zunächst als eigenständige Marke weiterführte, sie 1987 aber einstellte.
Der traditionsreiche Name wird heute als Firma der WN Vehicle Technologies verwendet. Sie ging aus einer Restrukturierung von Coleman Milne hervor. Zur Woodall Nicholson Group gehören u. a. die Marken Coleman Milne, Binz International (für Fahrzeuge zur Personenbeförderung) und Mellor Bus (für Nutzfahrzeuge). Fahrzeuge, die den Markennamen Woodall Nicholson tragen, werden dagegen nicht mehr vertrieben.

## Modelle

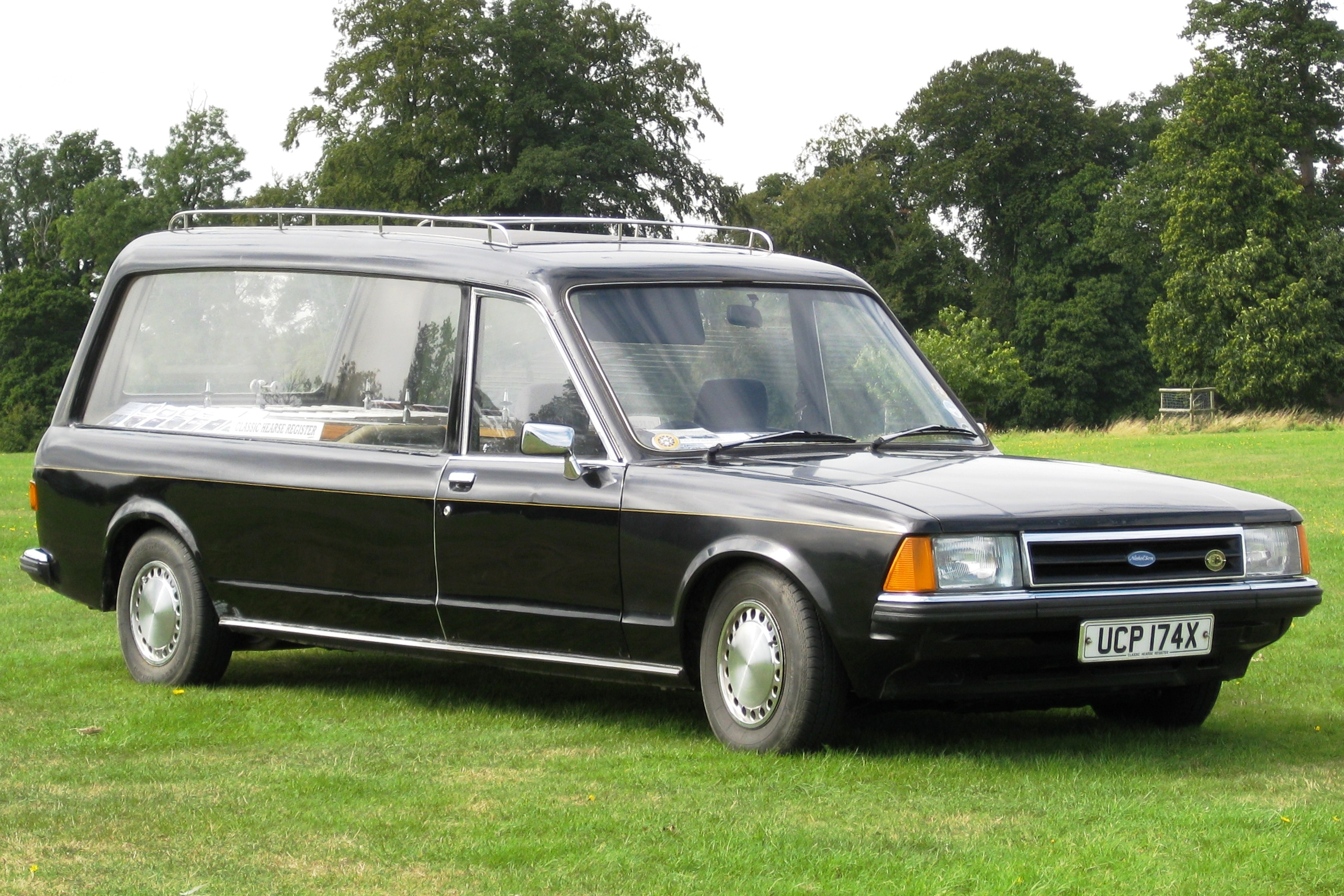
Ein von Woodall Nicholson zum Bestattungsfahrzeug umgebauter Ford Granada

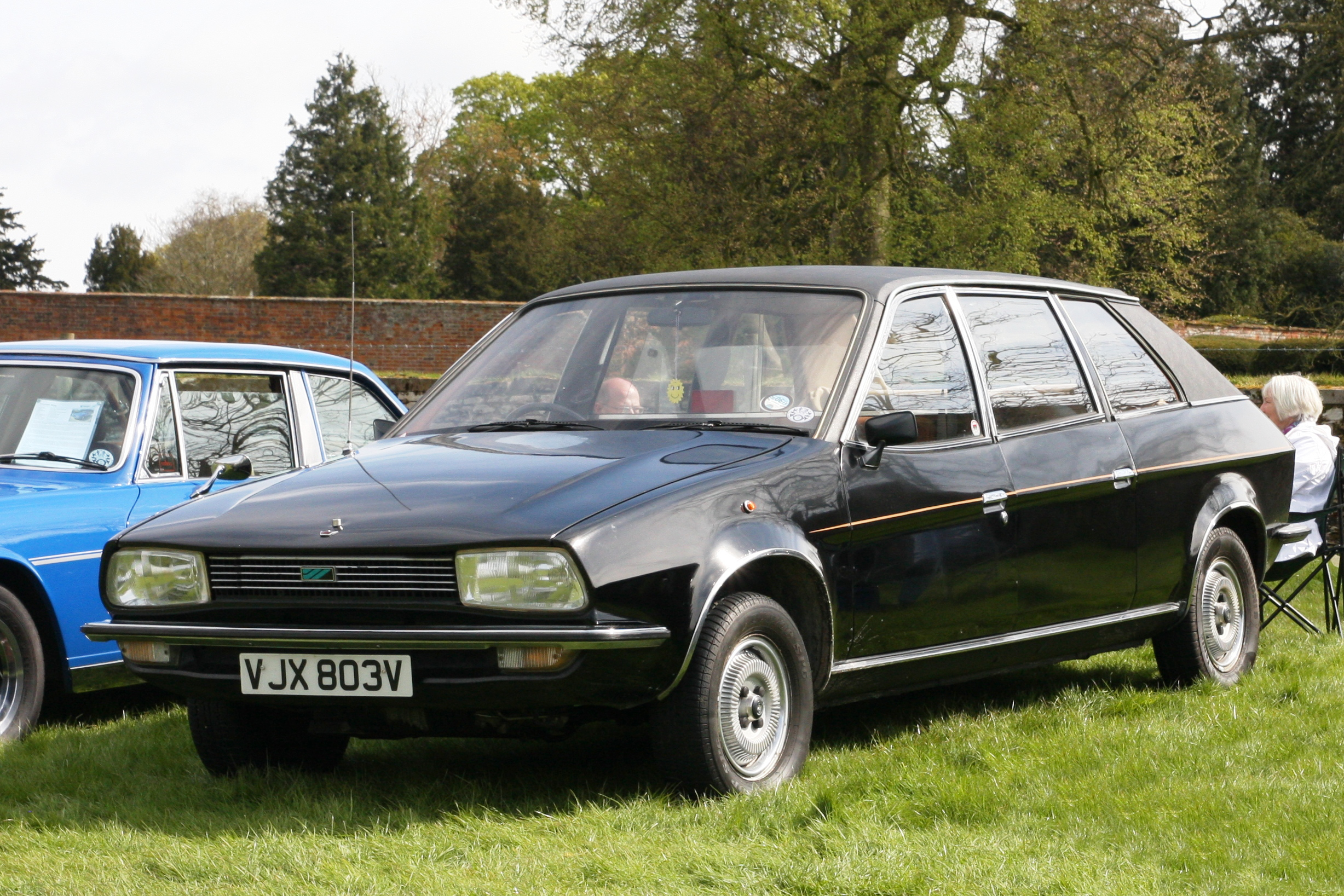
Woodall Nicholson Kirklees (BMC ADO71)

Nachdem Woodall Nicholson zunächst Aufbauten für Kutschen hergestellt hatte, produzierte das Unternehmen noch vor Ausbruch des Ersten Weltkriegs seine ersten Automobilkarosserien. In den 1920er-Jahren kleidete Woodall Nicholson Chassis von Austin, Crossley, Wolseley und Rolls-Royce ein. Dabei stellte es komplette Fahrzeugkarosserien her. Es handelte sich jeweils um individuelle, nicht in Serie gefertigte Aufbauten, die auf die Wünsche der jeweiligen Kunden abgestimmt waren. Nach der Auswechslung des Managements zu Beginn der 1930er-Jahre änderte sich der Schwerpunkt des Unternehmens: Die Herstellung individueller Fahrzeugkarosserien nahm ab und wurde 1937, nachdem noch ein Hispano-Suiza-Chassis auf Kundenwunsch karossiert worden war, dauerhaft eingestellt. Stattdessen spezialisierte sich das Unternehmen auf den Umbau von (gebrauchten) Rolls-Royce-Modellen in Bestattungsfahrzeuge.
Nach dem Zweiten Weltkrieg setzte Woodall Nicholson die Produktion von Bestattungsfahrzeugen fort, hinzu kam die Verlängerung von Serienlimousinen, die jeweils mit einer zusätzlichen Sitzreihe versehen und teilweise als Sechstürer ausgeliefert wurden. Basis waren vielfach Mittelklasselimousinen von Ford (Zodiac, Granada) oder Vauxhall. 1978 entstand in geringen Stückzahlen eine verlängerte viertürige Version des BLMC Princess (ADO 71), die als Woodall Nicholson Kirklees bezeichnet wurde. Nach der Übernahme durch Coleman Milne entstanden noch einige Exemplare einer verlängerten Version des Rover 800. Gegenwärtig werden einige verlängerte Mercedes-Benz-Limousinen unter der Marke Woodall Nicholson angeboten.
In Einzelfällen produzierte Woodall Nicholson auch Prototypen für Serienhersteller. Hierzu gehörte der 1973 vorgestellte BMC Aquila, der Prototyp eines potentiellen – allerdings nicht realisierten – Nachfolgers für den Austin Maxi.